# Ashlyn Gere
Ashlyn Gere (14 de septiembre de 1959, Cherry Point, Carolina del Norte), es una actriz estadounidense especialmente conocida por rodar películas porno. Desarrolló principalmente su carrera a principios de los años 90. Forma parte de los Salones de la fama AVN y XRCO.
Participó también en películas convencionales y en series de televisión como Space: Above and Beyond.

## Biografía

### Inicios
Tras concluir sus estudios de secundaria, ingresa en la Universidad de Nevada en Las Vegas donde se licencia en Artes escénicas y Comunicaciones.
Es descubierta por un fotógrafo de Penthouse, Steven Hicks, y poco después se convierte en actriz de cine X, pero, contrariamente a muchas de sus compañeras de profesión, Ashlyn Gere sí supo compatibilizar sus trabajos en el porno con actuaciones en el cine y la televisión.

### Carrera como actriz
En la década de lo 80 actúa en varias películas de serie B como Creepozoids (1987), en la que interpreta a Kate.
En 1990 debuta en el porno. Rápidamente se hace famosa por rodar atléticas escenas sexuales. Entre sus primeras películas se pueden destacar : House of dreams (1990), Bad (1990), Chameleons (1992), el remake porno de Bonnie And Clyde (1993) o Dirty Looks (1994). Rueda su primera escena de sexo anal en Realities junto a Tom Byron.
Entre 1990 y 1994 la actriz vive su época de mayor esplendor en la industria del cine para adultos. Posteriormente decide centrarse en su carrera como actriz convencional a la vez que ejerce de bailarina de estriptis formando pareja con Victoria Paris.
De esta forma, y sin abandonar del todo su carrera como actriz porno, empieza haciendo de doble de cuerpo en las películas Basic Instinct (1992) e Indecent Proposal (1993). Entre 1995 y 1996 protagoniza la serie de televisión Space: Above and Beyond usando el nombre de Kimberly Patton. Con ese mismo nombre aparece en las series Silk Stalkings y Millennium (una serie del creador de The X-Files).También aparece en el tercer capítulo [Blood] de esta misma serie [The X-Files] en su segunda temporada.
En 1997 regresa de nuevo al porno para rodar películas como Decadence (1997), House of Whores (1999), Faith Betrayed (1999) o Crime & Passion (2002).
En 2001 regresa al cine convencional usando nuevamente el nombre de Kimberly Patton. Rueda así : El único, y dos años más tarde Willard, la nueva versión de la película de terror de mismo nombre estrenada en 1971.

## Vida personal
Desde 1988 está casada con Layne Parker y tienen un hijo en común. Residen en Texas donde ella trabaja como agente inmobiliaria, es fanática del fútbol americano y su equipo favorito son los Dallas Cowboys.

## Premios
AVN
- 1993 AVN Mejor actriz de película – Chameleons[2]
- 1993 AVN Mejor actriz de video – Two Women[2]
- 1993 AVN Mejor escena de sexo con chicas – Chameleons (con Diedre Holland)[2]
- 1993 AVN Mejor escena de grupo – Realities 2 (con Marc Wallice y TT Boy)[2]
- 1993 AVN Intérprete femenina del año[2]
- 1995 AVN Mejor actriz de película – The Masseuse 2[2]
- 1995 AVN Mejor actriz de video – Body & Soul[2]
- 1995 AVN Mejor pareja en escena de sexo – Body & Soul (con Mike Horner)[2]
- AVN Salón de la fama[3]

F.O.X.E
- 1992 F.O.X.E Actriz favorita para los fanes[4]
- 1993 F.O.X.E Actriz favorita para los fanes[4]
- 1994 F.O.X.E Actriz favorita para los fanes[4]

XRCO
- 1992 XRCO Mejor actriz - Chameleons: Not The Sequel[5]
- 1992 XRCO Mejor pareja en escena de sexo - Chameleons: Not The Sequel (con Rocco Siffredi)[5]
- 1992 XRCO Mejor escena de sexo con chicas - Chameleons: Not The Sequel (con Deidre Holland)[5]
- 1992 XRCO Intérprete femenina del año[5]
- XRCO Salón de la fama[5]